# اچ‌ام‌اس یونیون (ان۵۶)
اچ‌ام‌اس یونیون (ان۵۶) (به انگلیسی: HMS Union (N56)) یک زیردریایی بود که طول آن ۵۸٫۲۲ متر (۱۹۱٫۰ فوت) بود. این زیردریایی در سال ۱۹۴۰ ساخته شد.